# Ivo Nörenberg

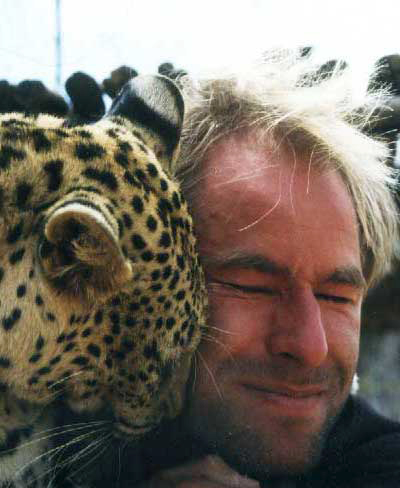
Ivo Nörenberg

Ivo Nörenberg (* 8. Juni 1970 in Hamburg) ist ein deutscher Tierfilmer.

## Leben
In den 1990er-Jahren arbeitete Ivo Nörenberg als Fotograf in der Werbebranche (u. a. bei Schöner Wohnen und Neues Wohnen) und seit 1997 als Kameraassistent bei Werbefilmen, Musikvideos, Dokumentar- und Spielfilmen.
Später machte er sich als Tierfilmer zusammen mit dem Biologen, Regisseur und Drehbuchautor Oliver Goetzl selbständig, mit dem er 2004 die Gulo Film Productions gründete. Ivo Nörenberg und Oliver Goetzl wurden insbesondere mit dem Tierfilm Wolverines – Hyenas of the North bekannt,  mit dem sie im Oktober 2006 für den „BBC Newcomer Award“ auf dem Wildscreen Festival nominiert wurden und im Oktober 2007 den „Marion Zunz Newcomer Award“ auf dem Jackson Hole Wildlife Film Festival gewonnen haben. Seit 2006 war Ivo Nörenberg mit diesem Film außerdem auf  weiteren internationalen Filmfestivals Finalist und gewann weitere Preise. 2009 und 2011 folgten Episoden für die  ARD-Tierfilmserien Wildes Russland und Wildes Skandinavien (Ural 2009; Schweden, Finnland beide 2011).
2011 kamen zwei Tierdokumentationen in die deutschen Kinos, an denen Ivo Nörenberg beteiligt war: Russland – Im Reich der Tiger, Bären und Vulkane und Serengeti. Aus internationaler Sicht war das Jahr 2011 für Nörenberg besonders bedeutsam: Es brachte die Beteiligung an der BBC One Serie Frozen Planet (deutsche Fassung Eisige Welten) und die Zusammenarbeit mit dem Tierfilmer David Attenborough an der BBC Natural World-Episode The Real Jungle Book Bear hervor.
Im Oktober 2012 erhielt Nörenberg beim Wildscreen Festival in Bristol/England den „Animal Behaviour Award“ für die Produktion Jungle Book Bear und wurde außerdem als Mitglied des Frozen Planet-Kamerateams für die Episode Winter mit dem „Panasonic Cinematography Award“ ausgezeichnet. Die als renommiertestes Tier- und Naturfilmfestival der Welt geltende Wildscreen hatte zwei aktuelle Filme von Ivo Nörenberg für insgesamt vier Preise nominiert: Jungle Book Bear („Animal Behaviour Award“ und „Films @ 59 Sound Award“), Wild Scandinavia – Finland („Panasonic Cinematography Award“ und „Series Award“). Die begehrten „Panda Awards“ gelten in der Branche als „Green Oscars“.
Ivo Nörenbergs Film Jungle Book Bear erreichte beim US-Pendant der Wildscreen, dem Jackson Hole Wildlife Film Festival in Jackson Hole, Wyoming / USA, im September 2013 eine Nominierung für „Best Animal Behavior Program“, und Nörenberg wurde auch hier als Mitglied des Frozen Planet-Kamerateams für die Episode Winter für „Best Cinematography“ ausgezeichnet.
Am Tag der Erde 2015 feierte die Disneynature Kino-Produktion Monkey Kingdom – deutsche Fassung Im Reich der Affen – (Vertrieb: Walt Disney Studios Motion Pictures), erzählt von Tina Fey, in den USA Premiere, an der Nörenberg als Kameramann in den Jahren 2013 und 2014 mitwirkte.
2020 machte sich Ivo Nörenberg wieder alleine selbstständig.
Ivo Nörenberg filmte u. a. in Afrika (Äquatorialguinea, Algerien, Kenia, Namibia, Botswana, Tansania), Kanada, USA, Italien, Polen, Norwegen, Schweden, Finnland, Russland, Indien, Sri Lanka, Deutschland, Kolumbien, Bahrain und in der Hocharktis (Ellesmere Island, Spitzbergen).

## Filmographie
- 1998: Tierkinder der Savanne / Les bébés animaux de la savanne, Produktion: ARTE (Kameraassistenz und Zusatzkamera)
- 1998: Löwen – gefährdete Herrscher im Süden Afrikas, Produktion: ZDF (Kameraassistenz und Zusatzkamera)
- 1999: Wildes Masuren, Produktion: NDR (Zusatzkamera)
- 1999: Kinderstube in Europas Tundra, Produktion: NDR (Kamera)
- 2000: Im Schutzgebiet der unteren Elbtalaue, Gemeinschaftsproduktion: MDR/ARTE/ARD (Zusatzkamera)
- 2001: Our Money, Kurzfilm, Produktion: Premiere, Universal 13th Channel (Kamera)
- 2002: Der Darß – Küste der Kraniche, Produktion: NDR (Zusatzkamera)
- 2003: Die Hyänen vom Mara Fluss, Produktion: NDR (Kamera und Schnitt)
- 2003: Hyänenlady, Koproduktion: ZDF/Discovery Channel (Kamera, Bildbearbeitung und Videoeffekte)
- 2004: Hormoon, Kurzfilm, Produktion: DCS Nilsson & Partner (Kamera)
- 2004: Arktis – Eisbären im Treibhaus, Koproduktion: VOX/WWF-Deutschland (Kamera)
- 2004: Biebrza – vierspurig durchs Paradies, Koproduktion ZDF/WWF-Deutschland (Kamera)
- 2006: Finnland – Bären, Elche, Riesenmarder / Wolverines – Hyenas of the North, Produktion: NDR (Kamera, Bildbearbeitung, Videoeffekte, Schnitt und Ton, Produktion); Versionen: Wolverine X / Wolverine Revealed[7], beide hergestellt von Parthenon Entertainment / Animal Planet
- 2006: Schwedens Bären – geliebt und gehasst, Produktion: NDR (Kamera, Bildbearbeitung und Ton, Produktion)
- 2009: Iron Curtain – Ribbon of Life / Das grüne Band – Vom Todesstreifen zur Lebenslinie, Koproduktion: BBC/NDR/MDR (Kamera für Sequenz Finnland)
- 2009: Wildes Russland – Der Ural / Wild Russia – The Urals, Koproduktion: NDR/WDR/ARD/S4C/National Geographic/Animal Planet (Kamera, Bildbearbeitung und Ton); Versionen: Wild Russia – Primeval Valleys[8][9], hergestellt von Parthenon Entertainment
- 2010: Serengeti – Das Abenteuer, Produktion: NDR (Kamera, Produktion)
- 2011: Krokodile – Das wahre Leben der Urzeitechsen, Koproduktion: NDR/ARTE/ARD (Zeitlupenkamera, Produktion); Version: Mother Croc (NAT GEO WILD)[10]
- 2011: Wildes Skandinavien – Finnland / Wild Scandinavia – Finland / Finnlands wilde Wälder, Koproduktion: NDR/WDR/ARTE/ARD/Terra Mater/SVT/S4C/National Geographic/Animal Planet (Kamera, Bildbearbeitung und Ton, Produktion); Serien-Versionen: Nordic Wild (National Geographic)[11], Viking Wilderness (Animal Planet)[12]; beide hergestellt von Parthenon Entertainment, Episoden: Reborn bzw. Race for Life, Furious Life, At the Edge bzw. Life on the Edge, Ultimate Survivors
- 2011: Wildes Skandinavien – Schweden / Wild Scandinavia – Sweden, Koproduktion: NDR/WDR/ARTE/ARD/ORF/SVT/S4C/National Geographic/Animal Planet (Kamera, Bildbearbeitung und Ton, Produktion); Serien-Versionen: Nordic Wild (National Geographic)[11], Viking Wilderness (Animal Planet)[12]; beide hergestellt von Parthenon Entertainment, Episoden: Reborn bzw. Race for Life, Furious Life, At the Edge bzw. Life on the Edge, Ultimate Survivors
- 2011: Russland – Im Reich der Tiger, Bären und Vulkane[1], Kinofilm, erzählt von Siegfried Rauch, Produktion: NDR Naturfilm/Studio Hamburg DocLights, Verleih: Polyband (Kamera)
- 2011: Serengeti[2], Kinofilm, erzählt von Hardy Krüger junior, Produktion: NDR Naturfilm/Studio Hamburg DocLights, Verleih: Universum Film (Zeitlupenkamera)
- 2011: Frozen Planet/Eisige Welten (Programm 5 – Winter), erzählt von David Attenborough, Koproduktion: BBC One/Discovery Channel/The Open University/Discovery Channel Canada/ZDF/Antena 3/Skai TV (Kamera für Sequenz Ravens & Wolverines)
- 2012: Held aus dem Dschungelbuch – Der Lippenbär / The Real Jungle Book Bear / Sloth Bear / Balu, der Bär aus dem Dschungelbuch / Phantome der Tierwelt: Lippenbären[13] / Jungle Book Bear, Koproduktion: NDR/BBC/ARTE/ARD/ORF/Nat Geo Wild, The Real Jungle Book Bear wird erzählt von David Attenborough und ist eine BBC Natural World-Episode[3] (Kamera und Ton, Produktion)
- 2012: Lippenbären – Abenteuer mit dem wahren Balu, Produktion: NDR (Zusatzkamera, Produktion)
- 2015: Amerikas Naturwunder – Yellowstone / America's National Parks – Yellowstone, Koproduktion: NDR/ARTE/ARD/ORF/National Geographic Channel (Kamera und Ton, Produktion)
- 2015: Amerikas Naturwunder – Yosemite / America's National Parks – Yosemite, Koproduktion: NDR/ARTE/ARD/ORF/National Geographic Channel (Zusatzkamera, Produktion)
- 2015: Monkey Kingdom / Im Reich der Affen[14], Kinofilm, erzählt von Tina Fey, Produktion: Crazy Ape & Silverback Films für Disneynature, Verleih: Walt Disney Studios Motion Pictures (Kamera)
- 2015: Die Bärenbande – In Skandinaviens Wäldern[15], „Expeditionen ins Tierreich XXL“, erzählt von Martin Umbach, Produktion: NDR (Kamera)
- 2018: Polarwölfe – Überleben in Kanadas Arktis / Polarwölfe – Teil 1. Überleben in der Arktis, Teil 2. Familienbande: Die nächste Generation / Die weißen Wölfe von Ellesmere Island / White Wolves – Ghosts of the Arctic / Arctic Wolf Pack, Koproduktion: NDR/WDR/ARTE/CBC/PBS/Terra Mater/NHK/SVT; „White Wolves – Ghosts of the Arctic“ wird erzählt von David Suzuki und ist eine „CBC Nature of Things“-Episode, „Arctic Wolf Pack“ wird erzählt von Campbell Scott und ist eine „PBS Nature“-Episode[16] (Kamera und Ton, Produktion)
- 2018: Polarwölfe – Das Abenteuer, Koproduktion: NDR/Terra Mater/SVT (Zusatzkamera, Produktion)
- 2019: Afrikas geheimnisvolle Welten – Die Insel der Affen / Herrscher einer vergessenen Welt – Biokos Drills / Bioko - Afrikas Insel der Affen / Lost Kings of Bioko / Monkeys of Bioko, Koproduktion: NDR/WDR/ARTE/ORF/Smithsonian Channel/SVT (Kamera und Ton, Produktion)
- 2019: Afrikas geheimnisvolle Welten – Im Herzen des Vulkans / Kenia – Im Herzen des Vulkans / Mt. Suswa – Im Herzen des Vulkans / Mt. Suswa – Life in a Volcano, Koproduktion: NDR/ARTE/ORF/SVT (Kamera und Ton, Produktion)
- 2019: Afrikas geheimnisvolle Welten – Das Abenteuer, Koproduktion: NDR/HR (Zusatzkamera, Produktion)
- 2020: Unter Afrikas Affen – Das Abenteuer, Produktion: NDR (Zusatzkamera, Produktion)
- 2020: Dynasties II - Meerkat: BBC One (Kamera)
- 2021: Perfect Planet - The Sun: BBC One (Kamera)
- 2021: Tierisches Hamburg, Koproduktion: NDR/ARTE/Terra Mater (Produktion, Kamera)
- 2022: Earth's Great Rivers II - Danube, BBC Two (Kamera)
- 2022: Colombia - Wild and Free, Koproduktion: ORF, PBS, ARTE, NDR (Kamera)
- 2023: Our Planet II - Following the Sun, Netflix

## Auszeichnungen (Auswahl)
Herrscher einer vergessenen Welt – Biokos Drills / Lost Kings of Bioko
- "Audience Prize", Wildscreen 2020
- „Best Nature Film“, „Best Cinematography“, „Best Natural Scenography“, „Honorable Mention for Editing“ (Oniros Film Awards, Oktober 2019, Saint-Vincent, Italien)[17]
- „Award of Excellence Special Mention: Nature/Environment/Wildlife“, „Award of Excellence: Direction“, „Award of Excellence: Editing“, „Award of Excellence: Cinematography“, „Award of Excellence: Original Score“ (IndieFEST Film Awards, November 2019, La Jolla, San Diego, U.S.A.)[18]
- „Best Film on Nature/Environment/Wildlife: Gold Award“ (Virgin Spring Cinefest, Oktober 2019, Kalkutta, Indien)[19]
- „Best Feature Film“ (WCFF, New York Wildlife Conservation Film Festival, Oktober 2019, New York City, U.S.A.)[20]
- „Nomination for Deutscher Naturfilmpreis 2019“ (Darsser Naturfilmfestival, Oktober 2018, Wieck am Darß, Deutschland)[21]
- „Gold Dolphin Award in Category Nature, Environment & Ecology“ (Cannes Corporate Media & TV Awards, September 2019, Cannes, Frankreich)[22]
- „Bester Film des Festivals“, „Nominierung für sh:z Publikumspreis“ (13. Internationales Naturfilmfestival „Green Screen“, September 2019, Eckernförde, Deutschland)[23]
- „Outstanding Achievement Award: Documentary Feature“ (Impact DOCS Awards, Juli 2019, La Jolla, San Diego, U.S.A.)[24]
- „Deutscher Wildlife Filmpreis“, „Nominierung für NaturVision Filmmusikpreis“, (NaturVision Filmfestival, Juli 2019, Ludwigsburg, Deutschland)[25]
- „Award of Excellence Special Mention: Documentary Short“, „,Award of Excellence Special Mention: Nature/Environment/Wildlife“, (Best Shorts Competition, Juni 2019, La Jolla, San Diego, U.S.A.)[26]
- „Best Nature/Travel Film“, „Best Documentary Cinematography“, „Best Sound“, (European Cinematography Awards, Mai 2019, Amsterdam, Niederlande)[27]
- „Best of Show“, „Award of Excellence: Nature/Environment/Wildlife“, (Accolade Global Film Competition, Mai 2019, La Jolla, San Diego, U.S.A.)[28]
- „International Film Review – Nature Films: 2nd Prize“, (International Nature Film Festival Gödöllő, Mai 2019, Gödöllő, Ungarn)[29]
- „Nomination for Broadcast Feature Award“, (IWFF Missoula, International Wildlife Film Festival, April 2019, Missoula, U.S.A.)[30]

Polarwölfe – Überleben in Kanadas Arktis / White Wolves – Ghosts of the Arctic
- „Best Film on Nature“, „Best Editor“, „Best Cinematography“, „Best Sound Design“ (Cult Critic Movie Awards, Dezember 2018, Kalkutta, Indien)[31]
- „Cigogne D’or – Best Of Festival“ (Fifale, Festival International du Film Animalier et de l’Environnement, Dezember 2018, Rabat, Marokko)[32]
- „Best of Show“ (Best Shorts Competition, Dezember 2018, La Jolla, San Diego, U.S.A.)[33]
- „Best Documentary Film Director“, „The ‘Arctic As It Is’ Special Award“ (Arctic Open – Arctic Countries Film Festival, Dezember 2018, Arkhangelsk, Russland)[34]
- „Best Director“ (Natourale – NTFF Nature & Tourism Film Festival, November/Dezember 2018, Wiesbaden, Deutschland)
- „Best Film International – Forest & Wildlife“ (WIFF – Woodpecker International Film Festival, November 2018, Neu-Delhi, Indien)
- „Achille Berbenni Audience Jury Award“ (Sondrio Festival, International Documentary Film Festival on Parks, November 2018, Sondrio, Italien)[35]
- „Prix paysages“ (Festival international du film ornithologique de Ménigoute, Oktober/November 2018, Ménigoute, Frankreich)[36]
- „Best Education Film“ (WCFF, New York Wildlife Conservation Film Festival, Oktober 2018, New York City, U.S.A.)[37]
- „Best Feature Award“ (GNG Green Earth Film Festival, Oktober 2018, Los Angeles, U.S.A.)[38]
- „Best Documentary Film of Species Award“ (China International Green Film Week, Oktober 2018, Lhasa, China)[39]
- „Best Film in Category Central European Films“ (Ekofilm, Oktober 2018, Brünn, Tschechien)[40]
- „Grand Prize of the City of Innsbruck – Documentaries Nature“ (Innsbruck Nature Film Festival – International Film Competition on Nature and Environment, Oktober 2018, Innsbruck, Österreich)[41]
- „Deutscher Naturfilmpreis 2018 – Jurypreis für hervorragende Leistungen: Beste Story“ (14. Darsser Naturfilmfestival, Oktober 2018, Wieck am Darß, Deutschland)[42]
- „The Jury’s Special Award“ (Wildlife Vaasa, September 2018, Vaasa, Finnland)[43]
- „Silver Dolphin Award in Category Nature, Environment & Ecology“ (Cannes Corporate Media & TV Awards, September 2018, Cannes, Frankreich)[44]
- „1st Prize – Best Film in Category Nature“ (16th International Matsalu Nature Film Festival, September 2015, Lihula, Läänemaa, Estland)[45]
- „Bester Film des Festivals“, „Nominierung für Beste Kamera“ (12. Internationales Naturfilmfestival „Green Screen“, September 2018, Eckernförde, Deutschland)[46]
- „Best Nature Film“, „Best Director“, „Best Natural Scenography“ (Oniros Film Awards, August 2018, Saint-Vincent, Italien)[47]
- „Award of Excellence Special Mention: Nature / Environment / Wildlife“, „Award of Excellence: Direction“, „Award of Excellence: Editing“, „Award of Excellence: Cinematography“ (Accolade Global Film Competition, August 2018, La Jolla, San Diego, USA)[48]
- „Best Film of the Festival“ (Animal Behavior Society Film Festival, August 2018, Milwaukee, USA)
- „Deutscher Wildlife Filmpreis“ (NaturVision Filmfestival, Juli 2018, Ludwigsburg, Deutschland)[49]
- „Best Documentary Film“, „Best Nature/Travel Film“ (European Cinematography Awards, Juni 2018, Warschau, Polen)[50]
- „Best Film on Nature“, „Best Editor“, „Best Cinematography“, „Outstanding Achievement Award in Category Direction“ (Calcutta International Cult Film Festival, Juni 2018, Kalkutta, Indien)[51]
- „Best Nature/Wildlife Documentary“ (Canadian Diversity Film Festival, Juni 2018, Toronto, Kanada)[52]

 Amerikas Naturwunder – Yellowstone 
- „NTFF Conservation Category Award“ (NatureTrack Film Festival, März 2018, Los Olivos, USA)[53]
- „Sir Edmund Hillary Award in Category Documentary“ (Mountain Film Festival, Februar 2018, Mammoth (Kalifornien), USA)[54]
- „Best Nature/Environment/Wildlife Film“ (Maykop International Film Festival, Juli 2017, Maykop, Russland)[55]
- „1st Prize Best Documentary Tourism Film“, „2nd Prize Nature & Wildlife Tourism Film“, „Best Music / Soundtrack“ (Finisterra Arrabida Film Festival, Mai 2017, Sesimbra, Portugal)[56]
- „Outstanding Excellence Award for Cinematography“, „Excellence Award for Wildlife Feature“, „Excellence Award for Editing“ (Docs Without Borders Film Festival, Mai 2017, Nassau, U.S.A.)[57]
- „Silver World Medal in Kategorie Nature & Wildlife für die ganze Serie: Amerikas Naturwunder“ (Television & Film Awards / New York Festivals, April 2017, Las Vegas, USA)[58]
- „Grand Remi Award – Best Film & Video“, „Special Jury Award – Nature and Wildlife“ (Worldfest Houston, April  2017, Houston, USA)[59]
- „Best Nature/Travel Film“, „Best Editing“, „Best Sound Design“ und „Best Director“ (European Cinematography Awards, Februar 2017, Warschau, Polen)[60]
- „Audience Award – Prix du Public“ (Festival Nature Namur, Oktober 2016, Namur, Belgien)[61]
- „Best Film in Category Nature and Natural Science“ (Ekotopfilm CZ, Oktober 2016, Prag, Tschechien)[62]
- „Best Feature Documentary“ (WCFF, New York Wildlife Conservation Film Festival, Oktober 2016, New York City, U.S.A.)[63]
- „Best Nature Film“ (Golden Urartu Film Festival, Oktober 2016, Artashat, Armenien)[64]
- „2nd Place Best of Festival / 2nd Place Natural History Category“ (Wildlife Vaasa Festival, Oktober 2016, Vaasa, Finnland)[65]
- „Best Photography: Nature and Environment“ (International Gold Panda Documentary Festival, September 2016, Chengdu, Sichuan, China)[66]
- „Best of Festival“ (WIIFF - Wolves Independent International Film Festival, August 2016, Saldutiškis / Utena, Litauen)[67]
- „Best Cinematography“ (LAIFFA, Los Angeles Independent Film Festival Awards, August 2016, Los Angeles, U.S.A.)[68]
- „Broadcast Feature Award“ (IWFF, International Wildlife Film Festival  Missoula, April 2016, Missoula, U.S.A.)[69]
- „Award of Excellence Special Mention: Nature / Environment / Wildlife“ (Accolade Global Film Competition, März 2016, La Jolla, San Diego, U.S.A.)[70]
- „Best Cinematography“ (Wolves Independent International Film Awards, März 2016, Vilnius, Litauen)[71]
- „Award Of Recognition“ (Hollywood International Moving Pictures Film Festival, Januar 2016, Los Angeles, U.S.A.)[72]
- „Grand Prize of the City of Innsbruck – Documentaries Nature“ (Innsbruck Nature Film Festival – International Film Competition on Nature and Environment, Oktober 2015, Innsbruck, Österreich)[73]
- „Bestes Tierverhalten“ (9. Internationales Naturfilmfestival „Green Screen“, September 2015, Eckernförde, Deutschland)[74][75]
- „Best Cinematography“ und „Best Background Music“ (Indian Cine Film Festival, September 2015, Mumbai, Indien)[76]

Amerikas Naturwunder – Yosemite
- „Best Feature Film“ (WIIFF – Wolves Independent International Film Festival, August 2017, Saldutiškis / Utena, Litauen)[77]
- „Best Cinematography“ (RIIFA – Ramunas Atelier International Independent Film Awards, August 2017, Vilnius, Litauen)[78]
- „First Runner Up Best of Festival“ (Animal Behavior Society Film Festival, Juni 2017, Toronto, Kanada)[79]
- „Van Gogh Award in Category World Cinema: Documentary Feature“ (Amsterdam Film Festival, Mai 2017, Amsterdam, Niederlande)
- „Silver World Medal in Kategorie Nature & Wildlife für die ganze Serie: Amerikas Naturwunder“ (Television & Film Awards / New York Festivals, April 2017, Las Vegas, USA)[58]
- „Best Film“, „Award of Excellence: Best Director“, „Award of Excellence: Best Editing“, „Award of Excellence: Best Cinematography“ (Hollywood International Independent Documentary Awards, März 2017, Los Angeles, U.S.A.)[80]
- „Best Cinematography [Documentary]“ (Indian World Film Festival, März 2017, Hyderabad, Indien)[81]
- „Sierra Nevada Award in Category Documentary“ (Mountain Film Festival, Februar 2017, Mammoth Lakes, U.S.A.)[82]
- „Best Documentary“ und „Best Cinematography“ (Indian Cine Film Festival, September 2016, Mumbai, Indien)[81]
- „Best Documentary Feature“ und „Best Cinematography“ (LAIFFA, Los Angeles Independent Film Festival Awards, June 2016, Los Angeles, U.S.A.)[83]
- „Best Director“ (Wolves Independent International Film Awards, May 2016, Vilnius, Litauen)[84]
- „Best Documentary Feature“ (NYLA, New York Los Angeles International Film Festival, April 2016, New York City, U.S.A.)[85]
- „Best of Show“ und „Award of Excellence: Nature / Environment / Wildlife“ (Accolade Global Film Competition, März 2016, La Jolla, San Diego, U.S.A.)[70]
- „Best Picture“ (Hollywood International Moving Pictures Film Festival, Februar 2016, Los Angeles, U.S.A.)[72]
- „1st Prize: Best Film in Category Nature“ (13th International Matsalu Nature Film Festival, September 2015, Lihula, Läänemaa, Estland)[86]
- Nominierung für „NaturVision Filmmusikpreis“ (NaturVision Filmfestival, Juli 2015, Ludwigsburg, Deutschland)[87]

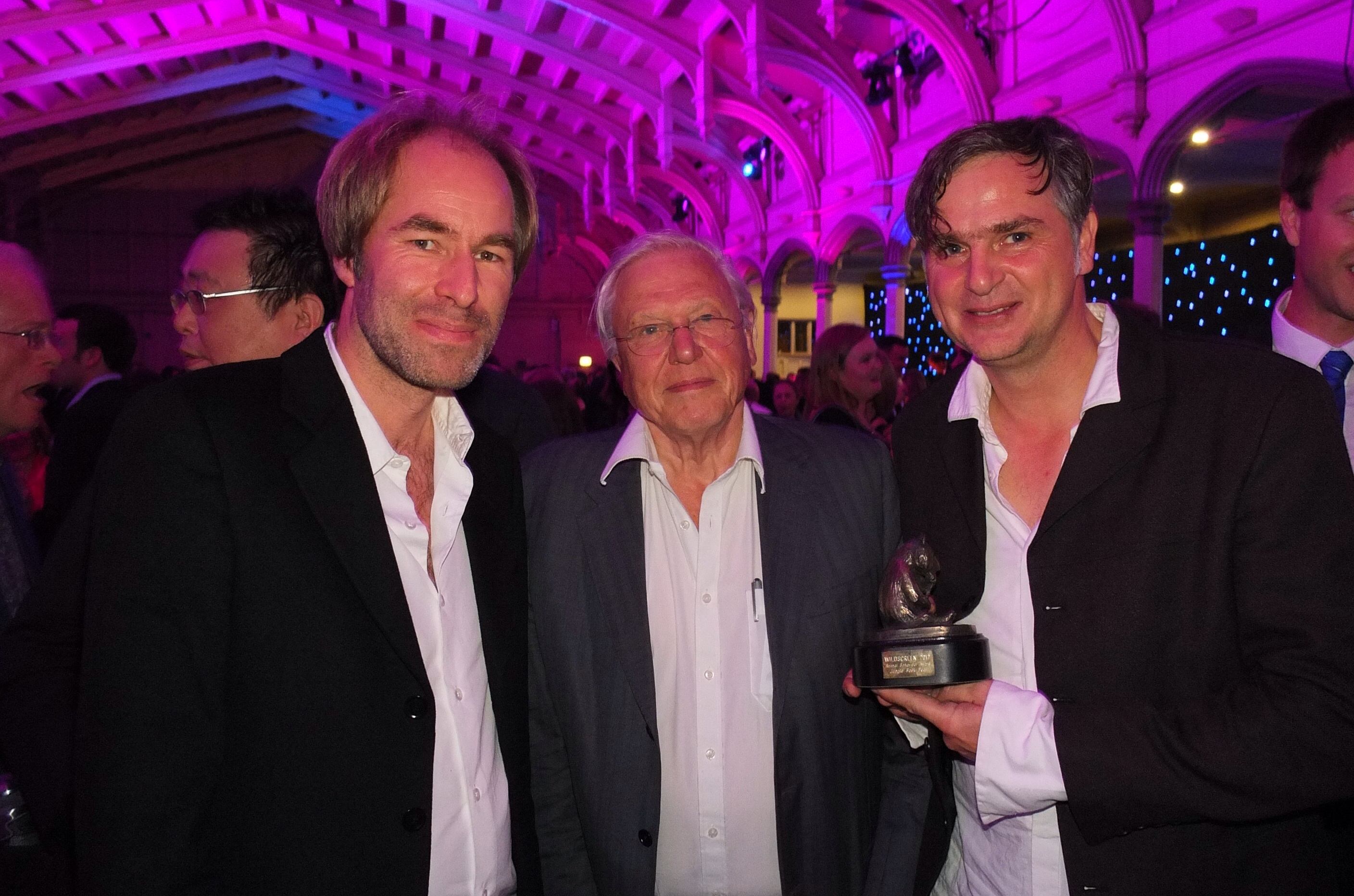
Wildscreen 2012: Animal Behaviour Award für Jungle Book Bear; Ivo Nörenberg (links), Oliver Goetzl (rechts) mit Sir David Attenborough (Sprecher von Jungle Book Bear)

 Held aus dem Dschungelbuch – Der Lippenbär 
- „Best Cinematography Award“, „Best Editing Award“, „Best Sound Designing Award“, „Best Film on Nature / Environment / Wildlife“ (Calcutta International Cult Film Festival, Juni 2017, Kalkutta, Indien)[88]
- „Outstanding Excellence Award for Wildlife Feature“, „Outstanding Excellence Award for Cinematography“, „Outstanding Excellence Award for Editing“, „Outstanding Excellence Award for Narration Talent (David Attenborough)“ (Docs Without Borders Film Festival, Mai 2017, Nassau, USA)[57]
- „Special Jury Award [Nature & Wildlife]“ und Nominierung für „Grand Remi Award [Best Film & Video Production]“ (WorldFest Houston International Film Festival, April 2015, Houston, U.S.A.)[89]
- „Best Music“ (Noida International Film Festival, February 2015, Noida, Indien)[90]
- „Best Director [Documentary]“ (Mumbai Shorts International Film Festival, December 2014, Mumbai, Indien)[91]
- „Best Screenplay [Documentary]“ und „Best Background Music [Documentary]“ (Delhi Shorts International Film Festival, November 2014, Neu-Delhi, Indien)[92]
- „Best Editing [Documentary]“ (Indian Cine Film Festival, September 2014, Mumbai, Indien)[93]
- Nominierung für „Best Audioscape“ (Jackson Hole Science Media Awards, September 2014, Boston, U.S.A.)[94]
- „Best Documentary“ (Kolkata Shorts International Film Festival, August 2014, Kalkutta, Indien)[95]
- „The Wild Animal Award“ (British Documentary Film Festival, Juni 2014, London, England)[96]
- „Best Cinematography“, „Best Background Music“ und Nominierung für „Best Documentary“ (Bangalore Shorts Film Festival, Juni 2014, Bangalore, Indien)[97]
- „Award for Best Direction“ (12th Telenatura, November 2013, Pamplona, Spanien)[98]
- „Award Winner for Best Endangered Species Category“ (WCFF, New York Wildlife Conservation Film Festival 2013, New York City, U.S.A.)[99]
- „Grand Prix“ (Matsalu International Nature Film Festival, September 2013, Lihula, Estland)[100][101]
- Nominierung für „Best Animal Behavior Program“ (Jackson Hole Wildlife Film Festival, September 2013, Jackson Hole, Wyoming, U.S.A.)[102]
- „Intermedia Globe Gold Award“, „Intermedia Globe Grand Award – Category Documentaries“ (WorldMediaFestival, Mai 2013, Hamburg, Deutschland)[103]
- „Special Distinction“ (Festival de l’Oiseau Abbeville, April 2013, Abbeville, Frankreich)[104]
- „Bronze World Medal“ in Kategorie Nature & Wildlife (55. Television & Film Awards / New York Festivals, April 2013, Las Vegas, Nevada, U.S.A.)[105]
- „Prix de la connaissance des relations entre l’Homme et l’Animal“ (23ème Festival International du Film Animalier, März 2013, Albert (Somme), Frankreich)[106]
- „Animal Behaviour Award“ und Nominierung für „Films @ 59 Sound Award“ (Wildscreen Festival – International Wildlife & Environmental Film Festival, Oktober 2012, Bristol, England)[4][107]
- „Award for Best Photography – Prix de l’Image“ (18th Festival Nature Namur, Oktober 2012, Namur, Belgien)[108]
- „The Student Jury Award“ (26th Sondrio Festival – International Documentary Film Festival on Parks, Oktober 2012, Sondrio, Italien)[109]
- „Deutscher Naturfilmpreis 2012 – Kategorie Wildnis Natur“, (8. Darsser Naturfilmfestival, September 2012, Wieck am Darß, Deutschland)[110]
- Nominierung „Bester Film des Festivals“ und Nominierung „Beste Musik“ (6. Internationales Naturfilmfestival „Green Screen“, September 2012, Eckernförde, Deutschland)[111]

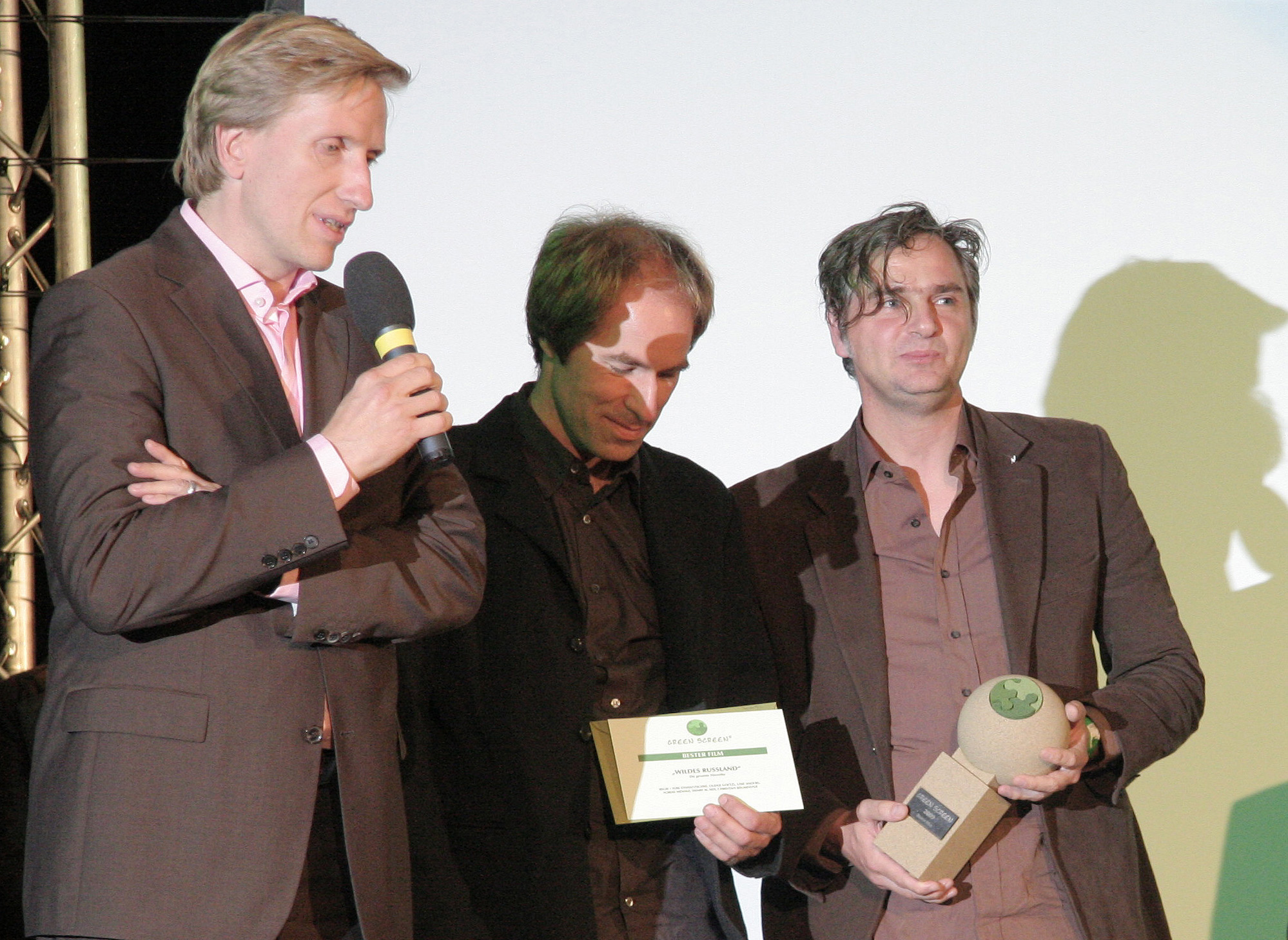
Stellvertretende Preisträger für das gesamte Team Wildes Russland: „Bester Film“ beim Internationalen Naturfilmfestival Green Screen 2009, in Eckernförde, von links nach rechts: Jörn Röver (NDR Naturfilm), Ivo Nörenberg, Oliver Goetzl.

- „Award for Best Film of the Festival“ (28th Annual ABS Film Competition, Animal Behavior Society Film Festival, Juni 2012, Albuquerque, New Mexico, U.S.A.)[112]
- „Merit Award for Animal Behavior“, „Merit Award for Creative Storytelling“ (IWFF Missoula, 35th Annual International Wildlife Film Festival, Mai 2012, Missoula, Montana, U.S.A.)[113]

 Wildes Skandinavien – Finnland 
- „Best Cinematography [Documentary]“ (Kolkata Shorts International Film Festival, August 2014, Kalkutta, Indien)[95]
- „Best Film > 30 minutes“ (Cinextur, International Nature Tourism Film Festival, Dezember 2013, Cáceres, Spain)[114]
- Nominierung für „Cinematography Award“ und Nominierung für „Best Use Of Music Award“ (Wild Talk Africa, Juli 2013, Durban, Südafrika)[115]
- „Grand Prix“ (WFO, International Włodzimierz Puchalski Nature Film Festival, Juni 2013, Łódź, Polen)[116]
- „Main Award“ (VII Waga Brothers International Festival of Nature Films, Juni 2013, Tykocin, Polen)[117]
- „Coup de Coeur du Jury“ (Fifale, Festival International du Film Animalier et de l’Environnement, Mai 2013, Rabat, Marokko)[118]
- Nominierung für „Panasonic Cinematography Award“ und Nominierung für „Series Award“ (Wildscreen Festival – International Wildlife & Environmental Film Festival, Oktober 2012, Bristol, England)[5]
- „LIPU – Mario Pastore Prize“, (XVI Trofeo Stambecco D’oro – Gran Paradiso International Nature Film Festival, August 2012, Aostatal, Italien)[119]
- „Special Prize of the Festival: For shootings of rare species of animals in a native Habitat“, (XVI International TV Ecological Festival “To Save and Preserve”, Juni 2012, Chanty-Mansijsk, Autonomer Kreis der Chanten und Mansen/Jugra, Russland)[120]
- „Intermedia Globe Gold Award“, „Intermedia Globe Special Award MAGIC EYE for Best Camerawork“, (WorldMediaFestival, Mai 2012, Hamburg, Deutschland)[121]
- „Gold World Medal“ in Kategorie Nature & Wildlife für die ganze Serie: Wildes Skandinavien (54. Television & Film Awards / New York Festivals, April 2012, Las Vegas, Nevada, U.S.A.)[122]
- „Grand Prix – Best of Festival Award“ (22ème Festival International du Film Animalier, März 2012, Albert (Somme), Frankreich)[123]
- „Award for Best Photography“ (10th Telenatura, Oktober 2011, Pamplona, Spanien)[124]
- „Best Visual Identity (Photography/Editing) in Category Documentary Programme on Ecology and Tourism“ (16th International TV Festival Bar, Oktober 2011, Bar, Montenegro)[125]
- „The Student Jury Award“ (25th Sondrio Festival – International Documentary Film Festival on Parks, Oktober 2011, Sondrio, Italien)[126]
- „Award for Best Photography“ (37th Ekofilm, Oktober 2011, České Budějovice / Český Krumlov, Tschechien)[127]
- „Grand Prix – Best of Festival Award“ (9th Matsalu International Nature Film Festival, September 2011, Lihula, Estland)[128]
- „Award for Best Film of the Festival“ (27th Annual ABS Film Competition, Animal Behavior Society Film Festival, Juli 2011, Bloomington, Indiana, U.S.A.)[129]
- „Bester Deutscher Film“ (10. Internationales Filmfestival NaturVision, Juli 2011, Neuschönau, Deutschland)[130]
- „Sapphire Award for 2nd Place Best Film of the Festival“, „Award for Best Cinematography“, „Award for Best of Category Ecosystem“, „Award for Best of Category TV Program Between $250k–$500k Budget“, „Merit Award for Sound Design“ (IWFF Missoula, 34th Annual International Wildlife Film Festival, Mai 2011, Missoula, Montana, U.S.A.)[131][132][133]

 Wildes Skandinavien – Schweden 
- „Best Film in Category Green Planet“ (39th Ekofilm, Oktober 2013, Ostrava, Tschechien)[134]
- „Best Visual Identity (Photography/Editing) in Category Documentary Programme on Ecology and Tourism“ (18th International TV Festival Bar, Oktober 2013, Bar, Montenegro)
- „First Runner Up Best of Festival“ (Animal Behavior Society Film Festival, August 2013, Boulder, Colorado, U.S.A.)[135]
- „Jury Prize for Best Documentary“ (Orobie Film Festival, January 2013, Bergamo, Italien)[136]
- „The Ostrobothnia Australis Award“ (Wildlife Vaasa Festival – International Nature Film Festival, November 2012, Vaasa, Finnland)[137]
- Nominierung für „Series Award“ (Wildscreen Festival – International Wildlife & Environmental Film Festival, Oktober 2012, Bristol, England)[5]
- „Gold World Medal“ in Kategorie Nature & Wildlife für die ganze Serie: Wildes Skandinavien (54. Television & Film Awards / New York Festivals, April 2012, Las Vegas, Nevada, U.S.A.)[58]
- „Beste Ton-Gestaltung“ und Nominierung „Beste Kamera“(5. Internationales Naturfilmfestival „Green Screen“, September 2011, Eckernförde, Deutschland)[138][139]

Wildes Russland – Der Ural 
- „Award for Best Film of the Festival“ (26th Annual ABS Film Competition, Animal Behavior Society Film Festival, Juli 2010, Williamsburg, Virginia, U.S.A.)[140]
- „Best Camera“ (13th Moscow International Festival of Mountaineering and Adventure Films „Vertical“, Mai 2010, Moskau, Russland)[141]
- „Gold World Medal“ in Kategorie Nature & Wildlife für die ganze Serie: Wildes Russland (52. Television & Film Awards / New York Festivals, Mai 2010, New York, U.S.A.)[142]
- „Best Photography in Category Ecology“ (XIV. International TV Festival Bar, Oktober 2009, Bar, Montenegro)[143]
- „Bester Film des Festivals“, Nominierung für „Beste Kamera“, Nominierung für „Beste Musik“ für die ganze Serie: Wildes Russland (3. Internationales Naturfilmfestival „Green Screen“, September 2009, Eckernförde, Deutschland)[144][145]
- „Best Director“ (7th Matsalu International Nature Film Festival, September 2009, Lihula, Estland)[146]
- 3. Platz „Deutscher Naturfilmpreis 2009“ (5. Darsser Naturfilmfestival, September 2009, Wieck am Darß, Deutschland)[110]
- „Prize from the ‚Lessinia Regional Natural Park‘ for the Best Nature Documentary“ (XV. Film Festival della Lessinia, August 2009, Bosco Chiesanuova, Italien)[147]
- „Bester Deutscher Film“ für die ganze Serie: Wildes Russland (8. Internationales Filmfestival NaturVision, Juli 2009, Neuschönau, Deutschland)[148]

 Finnland – Bären, Elche, Riesenmarder / Wolverine X 
- „Prize of the International Jury“ (TUR Film Festival, April 2010, Ostrava, Tschechien)[149]
- „Special Jury Award“ (9th Japan Wildlife Film Festival, August 2009, Toyama, Japan)[150]
- „Special Award of the Jury“ und „Award for Cognitive Values“ (VII. Baikal Int. Documentary Film Festival „People and Environment“, September 2008, Irkutsk, Russland)[151][152]
- „Grand Prix du Festival – Best of Festival Award“ (18ème Festival International du Film Animalier, März 2008, Albert (Somme), Frankreich)[153]
- „Golden Olive“ für besten Film und „Best Photography“ in Kategorie Documentary (XII. International TV Festival Bar, Oktober 2007, Bar, Montenegro)[154]
- „Audience Award – Cassette d’Or du Prix du Public“ (13° Festival du Film Nature de Namur, Oktober 2007, Namur, Belgien)[155]
- „Marion Zunz Newcomer Award“ (Jackson Hole Wildlife Film Festival, Oktober 2007, Jackson Hole, Wyoming, U.S.A.)[156]
- 2. Preis: „Beste Bildgestaltung“ und „Lobende Erwähnung“ (1st „Green Screen“, September 2007, Eckernförde, Deutschland)[157]
- „The Janusz Czecz Main Prize for Photography“” (12th International Wlodzimierz Puchalski Nature Film Festival, Juni 2007, Łódź, Polen)[158]
- Nominierung für „NHK HD Prize“ und Nominierung in Kategorie „Popular Science & Natural History Programs“ (Banff World Television Awards, Juni 2007, Canmore, Kanada)[159]
- „Intermedia Globe Silver Award“ (WorldMediaFestival, Mai 2007, Hamburg, Deutschland)[160]
- „Merit Award for Cinematography“ in der Kategorie Newcomer und „Merit Award for Animal Behavior“ in der Kategorie TV-Programm „Budget below $ 250k“ (IWFF Missoula, 30th Annual International Wildlife Film Festival, Mai 2007, Higgins Missoula, Montana, U.S.A.)[161]
- „Gold Remi Award“ in der Kategorie Film & Video Production: Nature & Wildlife (40th WorldFest Houston Film Festival, April 2007, Houston, Texas, U.S.A.)[162]
- „The Turtle – Newcomer Award“ (Wildlife Asia, Asia’s Premier Wildlife & Environmental Film Festival – Lion Awards, März 2007, Singapur, Singapur)[163]
- „Award for Best Film Overall“ (3rd Wildlife Vaasa Festival, November 2006, Vaasa, Finnland)[164][165]
- „The Student Jury Award“ (20th Sondrio Festival – International Documentary Film Festival on Parks, Oktober 2006, Sondrio, Italien)[166][167]
- Nominierung für „BBC Newcomer Award“ (Wildscreen Festival – International Wildlife & Environmental Film Festival, Oktober 2006, Bristol, England)[168]
- „1st Prize: Best Film in Category Woods and Animals“ (4th International Matsalu Nature Film Festival, September 2006, Lihula, Läänemaa, Estland)[169]
- „Award for Best Film of the Festival“ (23rd Annual ABS Film Competition, Animal Behavior Society Film Festival, August 2006, Snowbird, Utah, U.S.A.)[170]
- „Award for Best Screenplay/Text“ (7th ECO Festival, Juni 2006, Ohrid, Mazedonien)[171]